# Helmut Hild

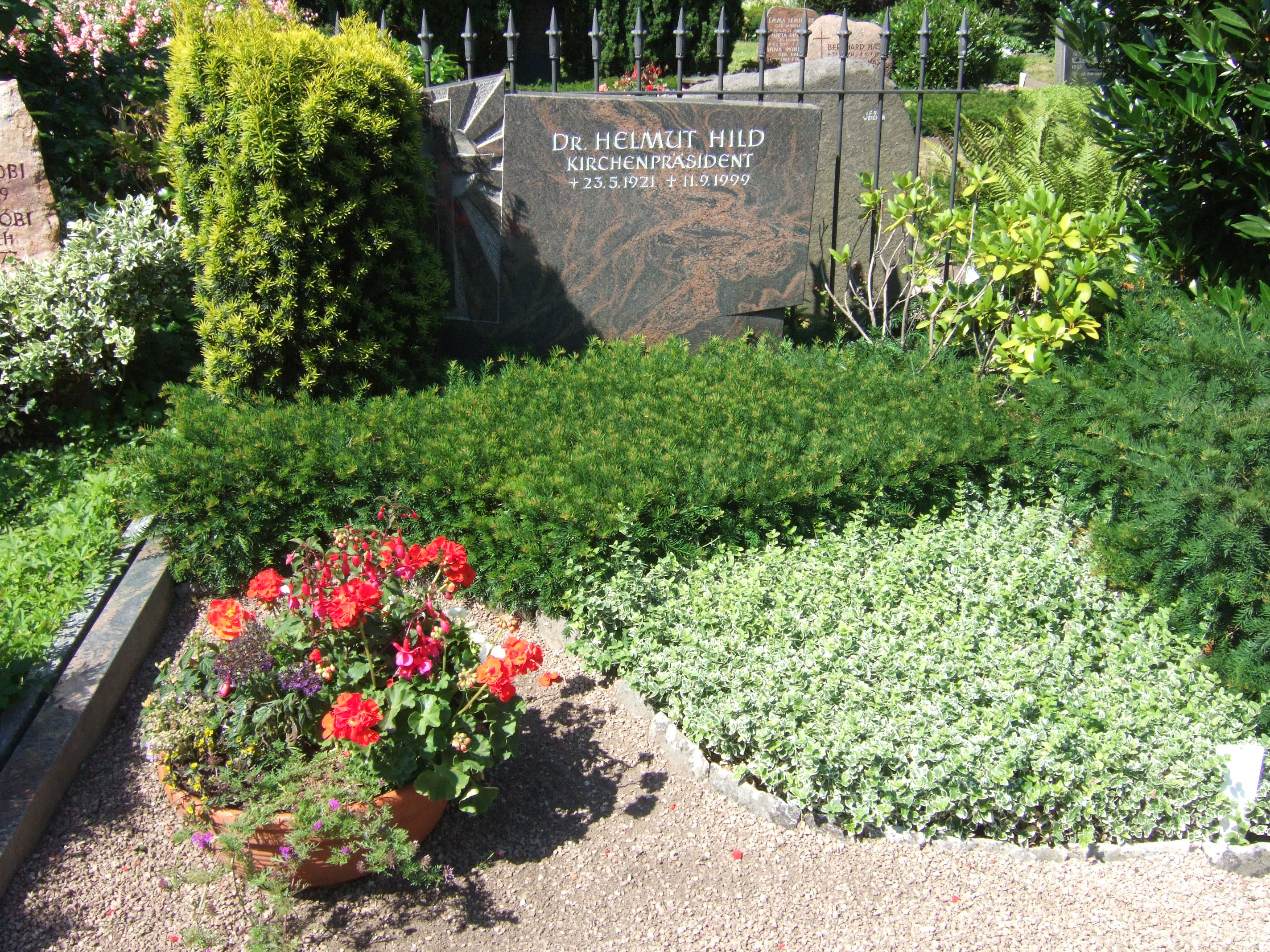
Grób pastora na Starym Cmentarzu (Alter Friedhof) w Darmstadt

Helmut Hild (ur. 23 maja 1921 w Weinbach, zm. 11 września 1999 w Darmstadt) – niemiecki pastor ewangelicki, zwierzchnik Kościoła Ewangelickiego Hesji i Nassau, działacz na rzecz pojednania niemiecko-polskiego. Doktor honoris causa Chrześcijańskiej Akademii Teologicznej w Warszawie.

## Życiorys
W czasie II wojny światowej był oficerem Wehrmachtu, walczył m.in. w Polsce. W 1946 podjął studia w zakresie teologii ewangelickiej na Uniwersytecie w Marburgu. Po okresie służby pastorskiej w parafiach w 1960 został duchownym odpowiedzialnym za sprawy publiczne w Kościele Ewangelickim Hesji i Nassau. Od 1964 został przewodniczącym związku parafii ewangelickich we Frankfurcie oraz proboszczem parafii im. Lutra w dekanacie Bornheim. W 1969 i 1976 został wybrany prezydentem kościelnym Kościoła Ewangelickiego Hesji i Nassau. W 1973 powierzono mu stanowisko zastępcy przewodniczącego Rady Kościoła Ewangelickiego Niemiec (reelekcja w 1979, funkcję tę pełnił do 1985).
W 1974 został z bp. Janem Niewieczerzałem współprzewodniczącym Komisji Kontaktów Polskiej Rady Ekumenicznej i Kościoła Ewangelickiego w Niemczech.
Za dokonania na rzecz pojednania Niemców z narodami Europy Wschodniej, w tym z Polską, Senat Chrześcijańskiej Akademii Teologicznej w Warszawie nadał mu w 1974 tytuł doktora honoris causa.
Otrzymał także m.in. Wielki Krzyż Zasługi z Gwiazdą (Großes Verdienstkreuz mit Stern) Orderu Zasługi Republiki Federalnej Niemiec.
Polska Rada Ekumeniczna opublikowała jego książkę pt. Chrześcijańska odpowiedzialność za świat (Warszawa 1986, 133 ss.).